# 王錫朋
王錫朋（1786年—1841年），字樵傭，直隸省順天府寧河縣人，清朝軍事人物。

## 生平
嘉慶十三年（1808年）武舉中試。後授兵部差官，遷固原游擊。跟從陝甘總督楊遇春征回疆，在大河拐、洋阿爾巴特、沙布都爾、渾河諸戰中都有戰功，賜花翎，擢湖南臨武營參將。道光十二年（1832年），跟從追剿江華瑤族趙金龍叛亂，賜號銳勇巴圖魯，擢寶慶協副將。又平廣東連州瑤民叛亂，功勞最大。擢汀州鎮總兵，以丁憂歸鄉。道光十八年（1838年），起授壽春鎮總兵。道光二十年（1840年），與江南提督陳化成防備吳淞，伊里布調援寧波，之後與葛雲飛等鎮守定海。隨後因敵方採用巨砲不能抵禦，在手刃數人，遇害身亡。之後清軍獲得屍體後，浙江巡撫劉韻珂驗實後改殮。予騎都尉兼一雲騎尉世職，諡剛節。有兩子王承泗、王承瀚俱授官。

## 延伸阅读
[在维基数据编辑]
 《清史稿·卷372》，出自趙爾巽《清史稿》